# Spoorlijn Rochy-Condé - Soissons
De Spoorlijn Rochy-Condé - Soissons is een gedeeltelijk opgebroken Franse spoorlijn van Rochy-Condé naar Soissons. De lijn is 95,3 km lang en heeft als lijnnummer 317 000.

## Geschiedenis
De lijn werd aangelegd door de Compagnie des chemins de fer du Nord en geopend in meerdere gedeeltes. van Rochy-Condé naar La Rue-Saint-Pierre op 3 oktober 1876, van La Rue-Saint-Pierre naar Clermont op 11 februari 1878, van Clermont naar Bois-de-Lihus op 15 april 1879, van Bois-de-Lihus naar Compiègne op 12 mei 1880 en van Compiègne naar Soissons op 9 juni 1881. Personenvervoer tussen Rochy-Condé en Estrées-Saint-Denis werd opgeheven op 15 mei 1939, tussen Compiègne en Rethondes op 25 februari 1940 en tussen Rethondes en Soissons op 10 oktober 1938. Goederenvervoer werd in fases opgeheven tussen 1953 en 2009.
Tegenwoordig is alleen het gedeelte tussen Estrées-Saint-Denis en Compiègne nog in gebruik voor personenvervoer en zijn de gedeeltes tussen Rochy-Condé en Bresles en tussen Compiègne en Soissons omgebouwd tot een geasfalteerd fietspad.

## Treindiensten
De SNCF verzorgt het personenvervoer op het traject tussen Estrées-Saint-Denis en Compiègne met TER treinen.
| Serie | Treinsoort | Route                                      | Bijzonderheden |
| ----- | ---------- | ------------------------------------------ | -------------- |
| P 23  | TER (SNCF) | Amiens – Longueau – Montdidier – Compiègne |                |

## Aansluitingen
In de volgende plaatsen is of was er een aansluiting op de volgende spoorlijnen:
Rochy-Condé
RFN 316 000, spoorlijn tussen Creil en Beauvais
La Rue-Saint-Pierre
RFN 318 000, spoorlijn tussen La Rue-Saint-Pierre en Saint-Just-en-Chaussée
Clermont-de-l'Oise
RFN 272 000, spoorlijn tussen Paris-Nord en Lille
Breuil-le-Sec
RFN 317 606, stamlijn Breuil-le-Sec
Estrées-Saint-Denis
RFN 232 000, spoorlijn tussen Ormoy-Villers en Boves
Compiègne
RFN 242 000, spoorlijn tussen Creil en Jeumont
RFN 248 000, spoorlijn tussen Compiègne en Roye-Faubourg-Saint-Gilles
RFN 317 913, stamlijn ZI de Compiègne
Rethondes
RFN 233 000, spoorlijn tussen Rethondes en La Ferté-Milon
Soissons
RFN 205 000, spoorlijn tussen Soissons en Givet
RFN 229 000, spoorlijn tussen La Plaine en Anor

## Galerij

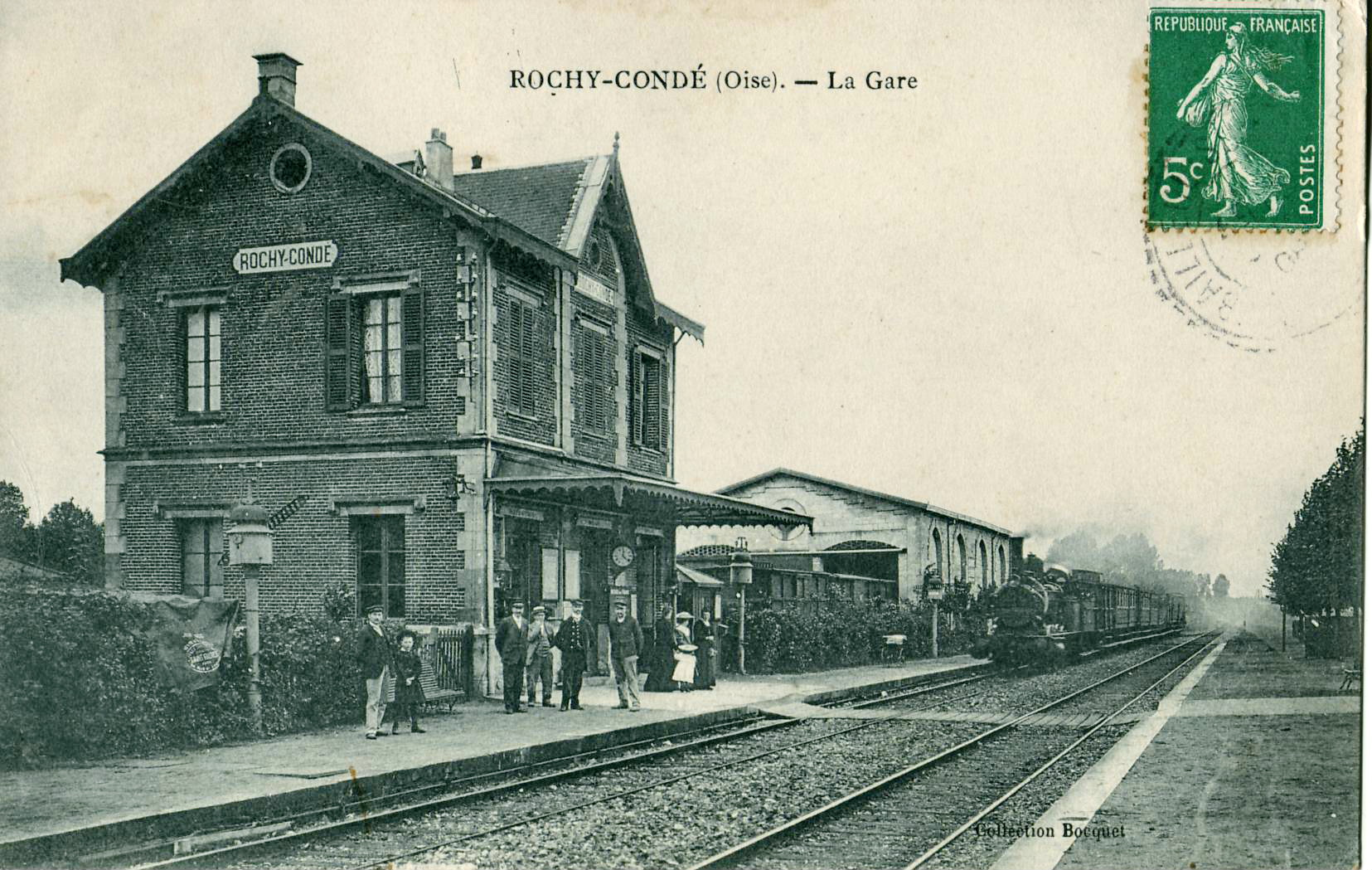
Station Rochy-Condé begin 20e eeuw
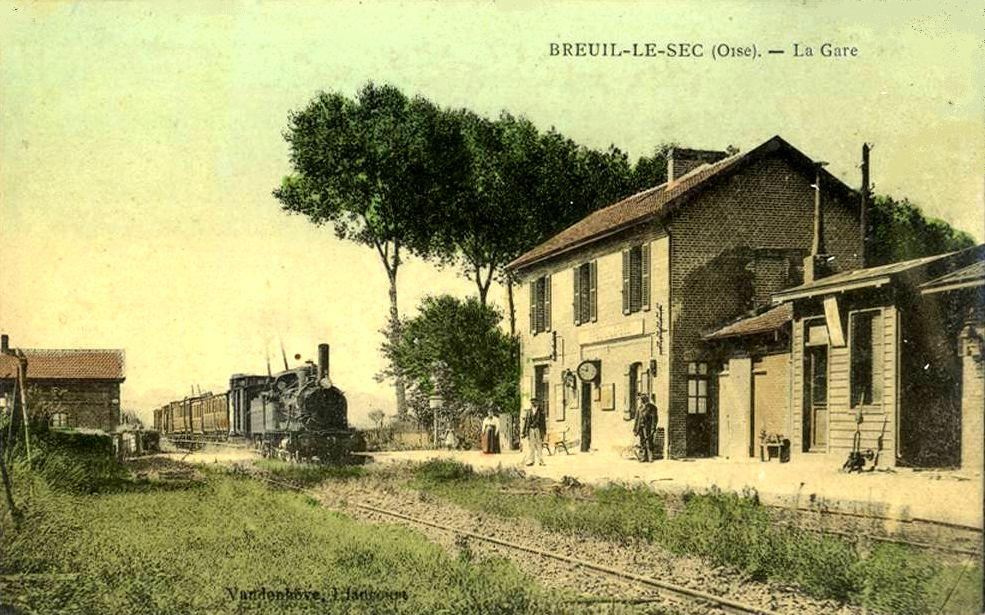
Station Breuil-le-Sec begin 20e eeuw
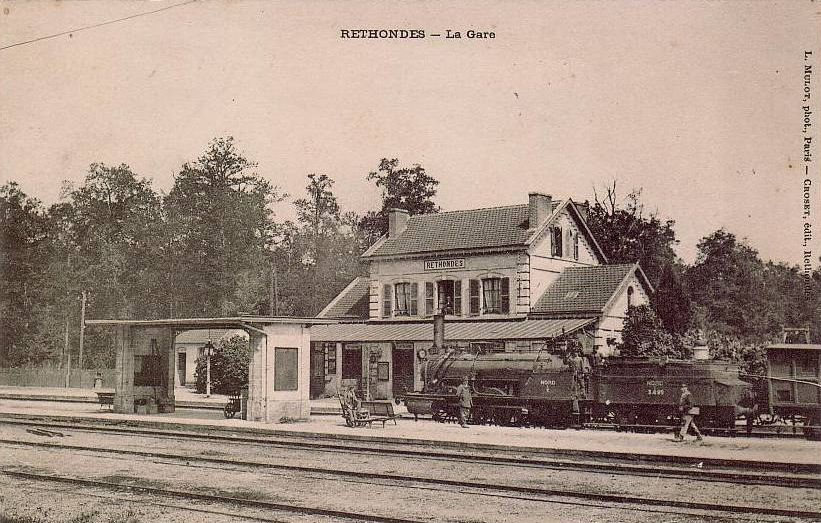
Station Rethondes eind 19e eeuw
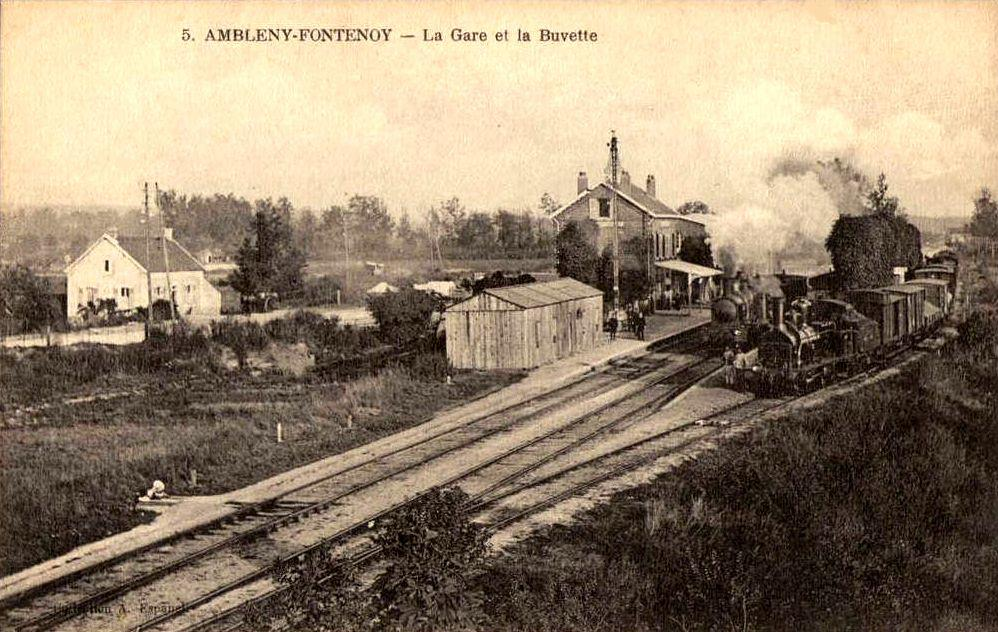
Station Ambleny-Fontenoy begin 20e eeuw
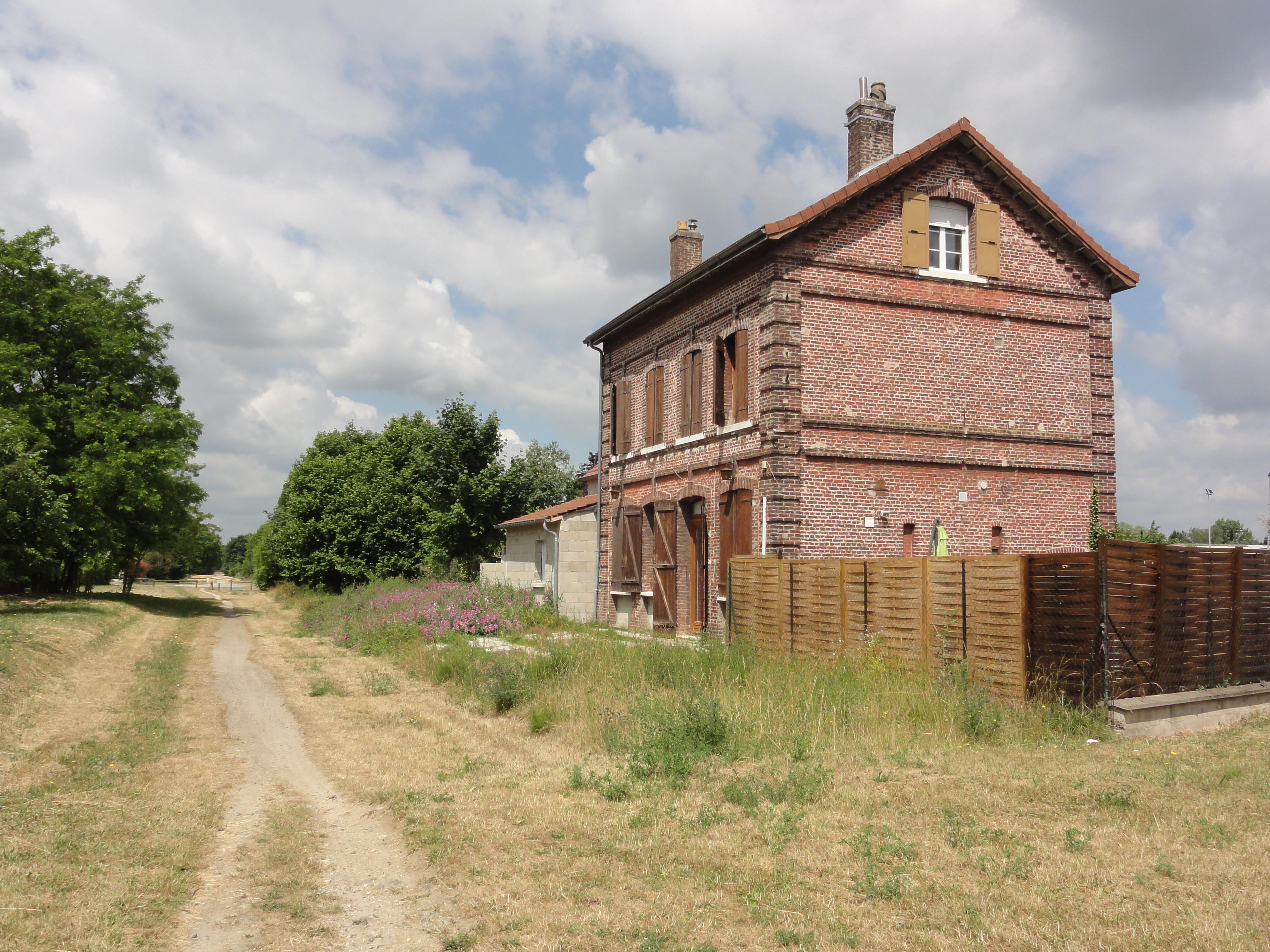
Voormalig station Mercin-et-Vaux in 2015